# Wolfgang Simson
Wolfgang Simson (* 1959 in Deutschland) ist ein deutscher evangelikaler Theologe, Gemeindegründer, Verleger und Autor, der für das Reich Gottes und das Hauskirchenmodell eintritt.

## Leben
Simson hat jüdische, ungarische und deutsche Wurzeln. Er arbeitete als Taxifahrer und als Sozialarbeiter in Stuttgart. Nachdem er den christlichen Glauben angenommen hatte, studierte er Theologie an der Freien Evangelischen Theologischen Akademie in Riehen bei Basel und schloss 1987 ab. Dort unterrichtete er später Kurse zu Mission und Gemeindewachstum und wurde Assistent des Gründers, Rektors und Professor für Altes Testament Samuel R. Külling. Er studierte weiter in Belgien und in den USA in den Bereichen Missionswissenschaft und Kulturelle Anthropologie, wo er auch promovierte.
Die akademische Welt befriedigte ihn jedoch nicht, und er betätigte sich deshalb als Gemeindegründer, Kirchenleiter, Berater, Stratege und Forscher von Evangelisation, Mission, Erweckungsbewegungen und wachsenden Hauskirchen in 60 Nationen. Er gründete DAWN Europa und war Vorstandsmitglied der British Church Growth Association. Auch in der deutschen Arbeitsgemeinschaft Gemeindeaufbau (AGGA), einem Mitglied der Lausanner Bewegung in Deutschland, war er aktiv beteiligt. Er war als Verleger tätig und gab das FreitagsFax, Freitagsfax 2.0, die StarFish News und das Mammon Fax heraus, das sind Bulletins zu Fragen rund um Evangelisation, Mission und Gemeindeaufbau. Er schrieb bislang 12 Bücher, die in 20 Sprachen übersetzt wurden.
Seit 2015 ist Wolfgang Simson geschäftsführender Co-Gesellschafter der Simson Media GmbH in Kandern, über die er familieneigene Bücher und andere Produkte verlegt, um auf die Andersartigkeit des Königreichs Gottes hinzuweisen.

## Lehre
Simson legt den Fokus auf das Königreich Gottes, wo Gott regiert und seine Gerechtigkeit gilt und gelebt wird. Das Christentum habe größtenteils eine Fehlentwicklung durchgemacht und sei zu einer Religion ohne Christus und einem Kult ohne Evangelium geworden. Viele Kirchen sind so programmiert, dass gleiche Veranstaltungen stattfinden, die oft von Klerikern geleitet und von Zuhörern konsumiert werden. Deshalb propagiert er organische Hauskirchen, wozu er 15 Thesen aufgestellt hat:
- Kirche ist eine Lebensweise und keine Reihe religiöser Treffen
- Religiöses System ändern, nicht nur Inhalte erneuern
- Es braucht eine 3. Reformation, bei der auch Strukturen geändert werden
- Weg von Kirchengebäuden und hin zu Hauskirchen
- Eine Kirche muss klein werden, um gross werden zu können
- Keine Kirche kann von einem Pastor allein geleitet werden
- Die richtigen Teile werden falsch zusammengesetzt
- Gott will Kirche nicht bürokratischen Geistlichen überlassen
- Abkehr von der organisierten Kirche und Hinkehr zu organischem Christentum
- Abkehr von eigener und Hinwendung zur Anbetung Gottes
- Leute nicht mehr zur Kirche, sondern Kirche zu den Leuten bringen
- Abendmahl als wirkliches Essen wieder entdecken
- Weg von konfessionellen Gottesdiensten und hin zu stadtweiten Feiern
- Einen Geist entdecken, der auch zum Leiden bereit ist
- Kirche beginnt und lebt Zuhause in der Familie

## Privates
Er ist verheiratet mit Mercy, sie haben drei Kinder und wohnen im süddeutschen Kandern bei Lörrach.

## Schriften

### Als Autor
- Glauben an die neue Zeit. New Age – die andere Religion. ISBN 978-3-7655-3363-1
- Wie christlich ist Deutschland? – Eine Studie zur Situation des Christentums am Ende des zweiten Jahrtausends. DAWN Europa (Hrsg.) Simson, Lörrach, 1993. ISBN 978-3-927534-24-7
- Gottes Megatrends. C & P, 1995. ISBN 978-3-928093-45-3
- Häuser, die die Welt verändern. Wenn Kirchenhäuser zu Hauskirchen werden. Berief-Schwarz, 1999. ISBN 978-3-928093-12-5 (Neuer Untertitel 2005: Gemeinde als eine geistliche Grossfamilie. ISBN 978-3-928093-75-0)
- Das 1x1 der Hauskirchen. C & P, 2000. ISBN 978-3-86770-065-8
- Mit Thomas Giudici: Der Preis des Geldes. Wege in die finanzielle Freiheit. Brendow, Moers, 2005. ISBN 978-3-86506-053-2
- The House Church Book. Rediscover the Dynamic, Organic, Relational, Viral Community Jesus Started. BarnaBooks, 2009.
- Mit Riccardo Meusel: Die Ernte der Welt. Strategien für vollständige Weltmission. Verlag für Weltmission, 2010. ISBN 978-3-942501-00-2

### Als Verleger
- C. Peter Wagner: Der gesunde Aufbruch. Wie sie in ihrer Gemeinde für Kranke beten können und trotzdem gesund bleiben. Wolfgang Simson, Lörrach, 1989. ISBN 978-3-92753-400-1
- Raymond Bakke und Jim Hart: Gott in der City. Die Herausforderung der modernen Stadt und die Antwort des Christentums. Wolfgang Simson, Lörrach, 1990. ISBN 978-3-92753-405-6
- Donald McGavran: Gemeindewachstum verstehen – Eine grundlegende Einführung in die Theologie des Gemeindeaufbaus, Wolfgang Simson, Lörrach, 1990, ISBN 978-3-92753-403-2 (Original: Understanding Church Growth, Eerdmans, Grand Rapids 1970).
- Jim Montgomery: Eine ganze Nation gewinnen. Die DAWN-Strategie: Entstehung – Praxis – Perspektive. Wolfgang Simson, Lörrach, 1990. ISBN 978-3-9275-3404-9